# Ultraløb (løbesport)
|  | Sammenskrivningsforslag Artiklerne Ultramaratonløb, Ultraløb (løbesport) er foreslået sammenskrevet. (Siden januar 2022) Diskutér forslaget |

Ultraløb er et organiseret løb, som er længere end et maratonløb og begynder i almindelighed ved 50 kilometer og kan omfatte løb på enorme distancer. Der er ingen grænser.

## Regler
Reglerne tillader løberne at "go as you please", dvs. at de eksempelvis må gå, tage pauser til at spise og drikke, selv at lægge sig til at sove er acceptabelt, hvis konkurrencen er specielt lang, eksempelvis i løb der strækker sig over flere dage. Der er ingen straf for sådanne afbrydelser, undtaget den tid og distance du sætter til i denne sammenhæng.

## Lokation
Ultraløb bliver løbet på landeveje, stier, skov- og markveje, baner etc. De kan udføres som sted til sted løb, eksempelvis the Comrades Maraton i Sydafrika, ud og hjem løb som Niagara 100 i Canada eller rundstrækninger på 1 miles, som i det berømte Sri Chinmoyløb i New York, hvor der løbes 1.300 omgange. I Australien har man Sydney–Melbourne på 1.000 km, Perth–Canberra på 4.800 km og mange andre løb. I England har man South Downs Run på 80 miles (ca. 128 km) samt det meget kendte London–Brighton som er 54 miles (ca. 87 km).

## Megaløbere
Megaløbere er en undergruppe i sporten. De er ikke kendt for deres hastighed eller rekorder, men for det store antal maratonløb og ultraløb de har præsteret. Henri Girault fra Frankrig har løbet over 200 løb, på distancer fra 100 kilometer og opefter. Amerikaneren Norm Frank fra Rochester, New York, har løbet flere end 550 maratonløb og ultras. Canadieren Wally Herman fra Ottawa har løbet flere end 400 af den slags løb, her inkluderet mindst et maraton eller ultra i hver eneste canadisk stat og territorium, i alle USA's stater samt flere end 70 lande over hele verden.

## Længste godkendte løb
Det længste godkendte ultraløb i verden er The Ultimate Ultra, det årlige Sri Chinmoy 1.300 miles (2.992 km), som bliver afholdt hvert efterår i New York. Der er også det årlige Trans America Footrace. som løbes i 64 på hinanden følgende daglige etaper, fra Los Angeles til New York. Løberne tilbagelægger ca 3.200 miles (ca 5.150 kilometer), en daglig distance på ca. 50 miles (80 kilometer).

## Typer
Der er to typer arrangementer – en hvor løberne tilbagelægger en bestemt distance (det kan være 100 kilometer, 1.000 kilometer eller mere) samt hvor løberne prøver at tilbagelægge så lang distance som muligt i given tidsperiode (eksempelvis 24 timer, 48 timer, seks dage osv). Etapeløb, Journey Running er et tredje område i denne sport, hvor løberne ofte er alene, når de løber lange distancer i deres eget tempo. De mest almindelige eksempler er transcontinentale løbere, eksempelvis dem der løber på tværs af USA, Canada og Australien eller dem som løber fra John o' Groats (nordlige Skotland) til Land's End, Cornwall (sydlige England) i Storbritannien.

## Rekorder
Verdensrekorden i ultraløb er på 19.030 km, sat af australieren Gary Parsons i 1999.
Den ældste kendte ultraløber er nordmanden Ernst Mensen (1799-1843), hvis længste løbetur var fra Istanbul (dengang Konstantinopel) til Kolkata (dengang Calcutta) og tilbage, en distance på 8.045 km.

## Historie
Ultraløb er meget ældre end maraton (som første gang blev løbet ved de første moderne olympiske lege i Athen, 1896), men først for nylig er sporten blevet anerkendt af "the International Amateur Athletic Federation” IAAF. I 1991 godkendte IAAF officielt det første 100 kilometer arrangement. Siden denne dato har 100 kilometer arrangementet erstattet marathon, som den længste, af "Federationen" godkendte løb. "IAU 100 kilometer World Challenge" bliver årligt afholdt under IAAF's paraply.
Seks dages løb var den foretrukne standard i 1800 tallet. Dengang var ultraløb kendt som pedestrianism, det var det længste tidsrum der kunne løbes uden at tage søndagen i brug. Typisk startede seks dages løbene søndag midnat og sluttede følgende lørdag midnat. Ikke-klassificerede "arrangementer", omfatter alle andre distancer og tidsintervaller. Det kan være meget vanskeligt at registrere det meget store antal løb der afvikles i denne gruppe.
I 1970’erne blev der løbet nogle 100 km løb i Danmark. Interessen dalede og til sidst var der ingen arrangører der ønskede at påtage sig den store opgave, det var at få stablet et løb af denne art på benene.
I 1990’erne kom der en opblomstring. Der var flere atletikklubber i Danmark der begyndte at arrangere 100 km, seks timers, 24 timers løb samt andre længere distancer.

## Klassificeret
Der er klassificerede og ikke-klassificerede ultraløbsarrangementer, selv om ultraløberne ikke kan blive enige om hvilke løb der passer hvor. Generelt er de mest accepterede kategorier 50 km, 50 miles, 100 km, 150 km, 100 miles, 24 timer, 200 km, 48 timer, 200 miles, seks dage, 1.000 km og 1.000 miles.
Under afviklingen af et langt løb, for eksempel et seks dages, kan der blive taget tid på mange forskellige distancer, både klassificeret og ikke-klassificeret.